# Michael Callen
Michael Callen (11 de abril de 1955 – 27 de dezembro de 1993) foi um cantor, compositor, autor e ativista da AIDS americano. Callen foi diagnosticado com AIDS em 1982 e tornou-se um pioneiro do ativismo contra a AIDS na Cidade de Nova Iorque, trabalhando em estreita colaboração com seu médico, Dr. Joseph Sonnabend, e Richard Berkowitz. Juntos, publicaram artigos e panfletos para aumentar a consciencialização sobre a correlação entre comportamentos sexuais de risco e a AIDS.
Como um dos principais contribuintes para a fundação do ativismo contra a AIDS, especificamente o ativismo de pessoas com AIDS, Callen ajudou a redigir documentos sem precedentes, como How to Have Sex in an Epidemic: One Approach, e The Denver Principles. Além de seu trabalho escrito, Callen foi líder e fundador de organizações ativistas, incluindo a The People with AIDS Coalition e a Community Research Initiative. Como músico, ele foi membro do quinteto a cappella abertamente gay e politicamente ativo The Flirtations e lançou dois álbuns solo: Purple Heart em 1988 e Legacy em 1996. Ele sempre falou em favor de ativistas da AIDS e organizações de gays e lésbicas e fez frequentes palestras e apresentações. Callen permaneceu uma figura pública importante no ativismo contra a AIDS até morrer aos 38 anos de complicações do sarcoma de Kaposi pulmonar relacionadas à AIDS no Midway Hospital Medical Center em Los Angeles, Califórnia.

## Ativista da AIDS

### Ativismo com Sonnabend, Berkowitz e Dworkin
Em 1983, Callen foi coautor do livro How to Have Sex in an Epidemic: One Approach, que delineou os princípios do sexo seguro, desenvolvido em colaboração com Richard Berkowitz e Dr. Joseph Sonnabend. Em 1990, escreveu Surviving AIDS, que recebeu uma Menção Honrosa da American Medical Writers Association.
Inspirado pela teoria de Sonnabend, Callen juntou-se com Richard Berkowitz e ao parceiro Richard Dworkin para escrever um ensaio intitulado “Nós sabemos quem somos: dois homens gays declaram guerra à promiscuidade” para New York Native. O que os homens chamavam de “promiscuidade” eram os frequentes encontros sexuais desprotegidos e nos bastidores que dominavam a cultura sexual gay da época e do lugar. Nos motins pós-Stonewall e nos anos de libertação gay, a crença popular era que o sexo era um ato revolucionário e que mais sexo equivalia a ser mais liberado.
O ensaio, no qual os homens gays com AIDS atribuíam a si próprios e à sua comunidade a culpa pela propagação da doença, foi controverso. Callen e Berkowitz foram criticados pela sua alegada homofobia internalizada e pela sua posição potencialmente prejudicial em relação à AIDS. Berkowitz e Callen, no entanto, realçaram a sua autoridade para se manifestarem contra a promiscuidade como homens homossexuais com AIDS.
Em 1990 ele apareceu no documentário Positive, de Rosa von Praunheim.

### Princípios de Denver e defesa de pessoas com AIDS
Callen tornou-se um defensor pioneiro da representação de pessoas com AIDS na liderança do ativismo contra a AIDS. Em 1983, a ideia de que as pessoas com AIDS se representassem no ativismo levou Michael Callen a um fórum sobre AIDS em Denver. As pessoas com AIDS presentes no fórum participaram em workshops e trocaram histórias sobre as suas experiências com a AIDS através de convenções.
Callen e Bobbi Campbell tornaram-se delegados dos outros presentes, e os dois sintetizaram o consenso alcançado ao longo do fórum nos Princípios de Denver. O documento foi lido durante a sessão de encerramento da conferência e foi imediatamente recebido pelo público de profissionais médicos gays e lésbicas.
Os Princípios de Denver consistem em quatro seções: recomendações para profissionais de saúde, recomendações para todas as pessoas, recomendações para pessoas com AIDS e direitos das pessoas com AIDS. Os princípios estabelecem o identificador de Pessoas com AIDS em oposição a “vítima” ou “paciente”, encorajam os profissionais de saúde a considerar cuidadosamente os efeitos emocionais e psicológicos da AIDS, para além dos efeitos médicos, destacam a importância do ativismo e da aliada de dentro e fora da comunidade de Pessoas com AIDS, e afirma os direitos básicos mas fundamentais, incluindo vida, amor, dignidade e confidencialidade médica, das Pessoas com AIDS. Os Princípios de Denver inspiram-se na experiência de enfermagem de Campbell, no trabalho de Callen com seu médico e nos conceitos do ativismo pela saúde da mulher, bem como nos testemunhos de homens no fórum. Em última análise, levaram à fundação da National Association of People With AIDS (NAPWA).

### Liderança Organizacional e Ativismo Posterior
Callen foi o fundador de inúmeras organizações de base em diversas áreas do ativismo contra a AIDS. Ele foi cofundador do New York People With AIDS Health Group, um clube de compradores clandestinos que fornecia acesso a novos medicamentos e tratamentos para a AIDS e doenças relacionadas à AIDS antes que o FDA os aprovasse, levando o FDA a aliviar as restrições e regulamentações no processo de aprovação de medicamentos. Ele também fundou a Community Research Initiative para pessoas com AIDS e seus médicos testarem novos medicamentos por meio de ensaios clínicos.
Callen era frequentemente visto na televisão falando sobre AIDS. As aparições incluíram Nightline, Good Morning America, 20/20, e The Phil Donahue Show. Ele escreveu para vários jornais e revistas, incluindo The Village Voice, The New York Native, e Outweek; alguns de seus artigos foram coletados em Surviving and Thriving with AIDS, publicado pela People with AIDS Coalition em 1988. Ele também apareceu no filme de 1990 do cineasta alemão Rosa von Praunheim Positiv - Die Antwort schwuler Männer in New York auf AIDS.

### Oposição
Apesar de sua carreira e destaque como ativista, Callen foi recebido com ressentimento, suspeita e oposição de outras pessoas. Desde que ele foi diagnosticado com AIDS em 1982 e sobreviveu por mais de uma década, as pessoas especularam se seu diagnóstico era real ou fabricado para chamar a atenção. Ele respondeu a essas críticas divulgando seus relatórios médicos e fotos de seus pulmões que mostravam seu sarcoma de Kaposi pulmonar. Além disso, Callen manteve a sua crença na teoria multifactorial quando houve provas científicas de que o HIV era a causa da AIDS.
Callen questionou abertamente a teoria do HIV na AIDS e foi especialmente crítico da monoterapia com AZT quando este foi introduzido pela primeira vez: "O paradigma do HIV não produziu nada de valor para a minha vida e eu realmente acredito que os tratamentos baseados na crença arrogante de que o HIV provou ser a única e suficiente causa da AIDS acelerou a morte de muitos dos meus amigos."

### Honras
Em junho de 2019, Callen foi um dos primeiros cinquenta “pioneiros, pioneiros e heróis” americanos introduzidos no Muro de Honra Nacional LGBTQ no Monumento Nacional de Stonewall (SNM) no Stonewall Inn da Cidade de Nova Iorque. O SNM é o primeiro monumento nacional dos Estados Unidos dedicado aos direitos e à história LGBTQ, e a inauguração do muro foi programada para ocorrer durante o 50º aniversário da Rebelião de Stonewall.

## Carreira de desempenho
Michael Callen foi brevemente o líder do grupo a cappella Mike & the Headsets. Em 1982, Callen, junto com Janet Cleary, Pamela Brandt e Richard Dworkin formaram uma banda queer de rock and roll chamada Low Life. Após a dissolução do Low Life, o álbum solo de Callen, Purple Heart, foi lançado e rapidamente aclamado como um marco na música masculina gay.
Ele foi membro fundador do grupo gay masculino a cappella The Flirtations, com quem gravou dois álbuns. Ele também teve um álbum solo, Purple Heart, que uma crítica do The Advocate chamou de "o lançamento gay independente mais notável da última década". Callen gravou dois álbuns com The Flirtations, bem como um álbum duplo, Legacy, que foi lançado pela Significant Other Records em 1996 após a morte de Callen.
Além disso, Callen fez aparições nos filmes Filadélfia (1993) e Zero Patience (1993), nos quais cantou uma música em falsete como a fictícia "Miss HIV".
Em parceria com o vencedor do Oscar Peter Allen e Marsha Melamet, Callen escreveu sua canção mais famosa, "Love Don't Need a Reason", encomendada por Larry Kramer para sua peça, The Normal Heart. A música foi apresentada em uma caminhada pela AIDS em 1986 e foi tocada com frequência em eventos do orgulho gay e relacionados à AIDS em todo o país. A canção foi regravada por vários coros gays, bem como pelo musical da Broadway de Peter Allen, The Boy From Oz (1998).

## Discografia

### Álbuns
como parte dos The Flirtations
- The Flirtations (1990)
- The Flirtations: Live Out on the Road (1991)
- Feeding The Flame: Songs By Men to End AIDS (1992)

Solo
- Purple Heart (1988)
- Legacy – a 2-CD album (postumamente)

## Filmografia
- Zero Patience (1993) - Miss HIV
- Filadélfia (1993) - The Flirtations (último papel no cinema)